# La Quieva
La Quieva es una localidad del municipio de Liérganes (Cantabria, España). En el año 2023 contaba con una población de 29 habitantes (INE). La localidad se encuentra a 360 metros de altitud sobre el nivel del mar, y a 5 kilómetros de la capital municipal, Liérganes.
- Datos: Q5964989